# Paramiopsalis ramulosa
Espèce
Synonymes
- Paramiopsalis ramulosus Juberthie, 1962

Paramiopsalis ramulosa est une espèce d'opilions cyphophthalmes de la famille des Sironidae.

## Distribution
Cette espèce se rencontre au Portugal et en Espagne en Galice et en Castille-et-León.

## Description
Le mâle holotype mesure 1,85 mm, les mâles mesurent de 1,69 à 1,85 mm et les femelles de 1,83 à 1,91 mm.

## Publication originale
- Juberthie, 1962 : « Étude des opilions cyphophthalmes Stylocellinae du Portugal: Description de Paramiopsalis ramulosus gen. n., sp. n. » Bulletin du Muséum d'Histoire Naturelle, sér. 2, vol. 34, no 4, p. 267-275 (texte intégral).